# František Karel Vratislav z Mitrovic
František Karel hrabě Vratislav z Mitrovic (1. září 1679 Kadov – 23. dubna 1750, Jince) byl český šlechtic ze starobylého rodu Vratislavů z Mitrovic. Dlouhodobě působil v diplomatických službách Habsburků, byl vyslancem Českého království u říšského sněmu (1709–1723), poté rakouským velvyslancem v Rusku (1728–1733) a Polsku (1724–1728, 1733–1740). Přestože v zahraničí strávil bezmála čtyřicet let, aktivně se věnoval i stavebním úpravám svých sídel v Čechách (Jince, Zálší). Kromě čestných hodností v habsburské monarchii obdržel v zahraničí několik záslužných řádů.
Byl starším synem hraběte Václava Ignáce Vratislava (1645–1727), císařského komořího a hejtmana plzeňského kraje, matkou byla Maxmiliána Františka Kocová z Dobrše († 1708). Václav Ignác se hlásil ke svému českému původu, zabýval se historií rodu Vratislavů a z dochované korespondence vyplývá, že i František Karel ovládal dobře český jazyk. Se svým mladším bratrem Vratislavem Maxmiliánem absolvoval v letech 1696–1700 kavalírskou cestu, která začala v Itálii, rok a půl bratři strávili v Římě a procestovali také italská univerzitní města. Další rok a půl studovali na šlechtické akademii v Paříži, přes Německo se v lednu 1700 vrátili do Čech. K jeho následující kariéře přispěl sňatek s hraběnkou Marií Alžbětou Kinskou (1670–1747),  nejstarší dcerou Václava Norberta Oktaviána Kinského, s níž se oženil v roce 1702. 

## Diplomatická kariéra

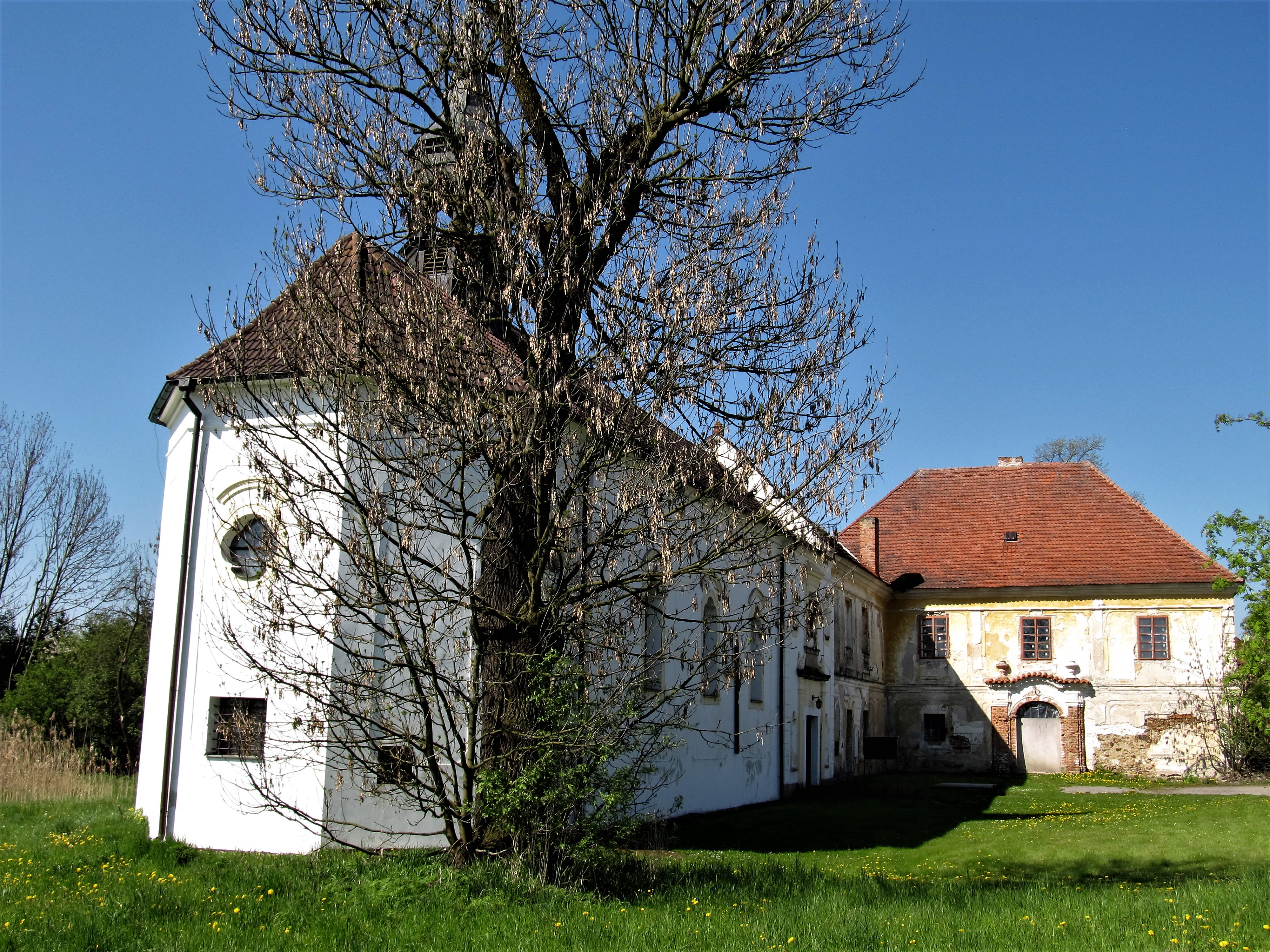
Zámek Zálší s kostelem Navštívení Panny Marie

Jako předurčený dědic rodových fideikomisů Jince, Dírná a Zálší svého vzdáleného významného příbuzného Jana Václava Vratislava vstoupil do diplomatických služeb a v letech 1709–1722 byl vyslancem Českého království u říšského sněmu v Řezně, kde mimo jiné přispěl k volbě Karla VI. římským císařem v roce 1711. V průběhu mise u říšského sněmu byl v roce 1716 jmenován tajným radou, a na jejím konci také skutečným tajným radou (1722). Krátce nato byl v roce 1724 jmenován vyslancem u dvora saského kurfiřta a polského krále Augusta II. Specifikum jeho mise v Polsku spočívalo v tom, že diplomatické úkoly byly pro veřejnost utajeny, oficiálně zde zastával funkci nejvyššího hofmistra Marie Josefy, neteře Karla VI. a manželky pozdějšího polského krále Augusta III. V letech 1724–1728 pobýval Vratislav střídavě v Drážďanech a Varšavě. Po uzavření smlouvy mezi habsburskou monarchií a Ruskem byl jmenován císařským velvyslancem v Rusku (1728–1733). Na tuto misi se předem pečlivě připravoval, dosáhl zde jistých diplomatických úspěchů a požíval přízně carevny Anny. V roce 1733 byl pak znovu povolán do Polska, kde jako vyslanec setrval do roku 1740, jako hofmistr královny Marie Josefy až do roku 1747. Protože byl císařským diplomatem, pobíral od dvorské komory stálý plat, který ale nemohl pokrýt všechny náklady na reprezentaci v zahraničí. Do Ruska například odjel v doprovodu 50 osob a pořádal zde nákladné slavnosti. Od carevny Anny sice obdržel hodnotné dary v hodnotě desetitisíců rublů a bezplatně získal do osobního vlastnictví také palác Dolgorukých v Moskvě, který užíval jako velvyslaneckou rezidenci, přesto se v dlouholeté diplomatické službě vysoce zadlužil. Již jako vyslanec v Rusku proto zvažoval žádost o odvolání a zisk méně nákladného postu v Čechách (projevil například zájem o funkci nejvyššího purkrabího). V Polsku obdržel Řád bílé orlice, v Rusku získal Řád sv. Ondřeje a Řád sv. Alexandra Něvského.

## Majetkové poměry

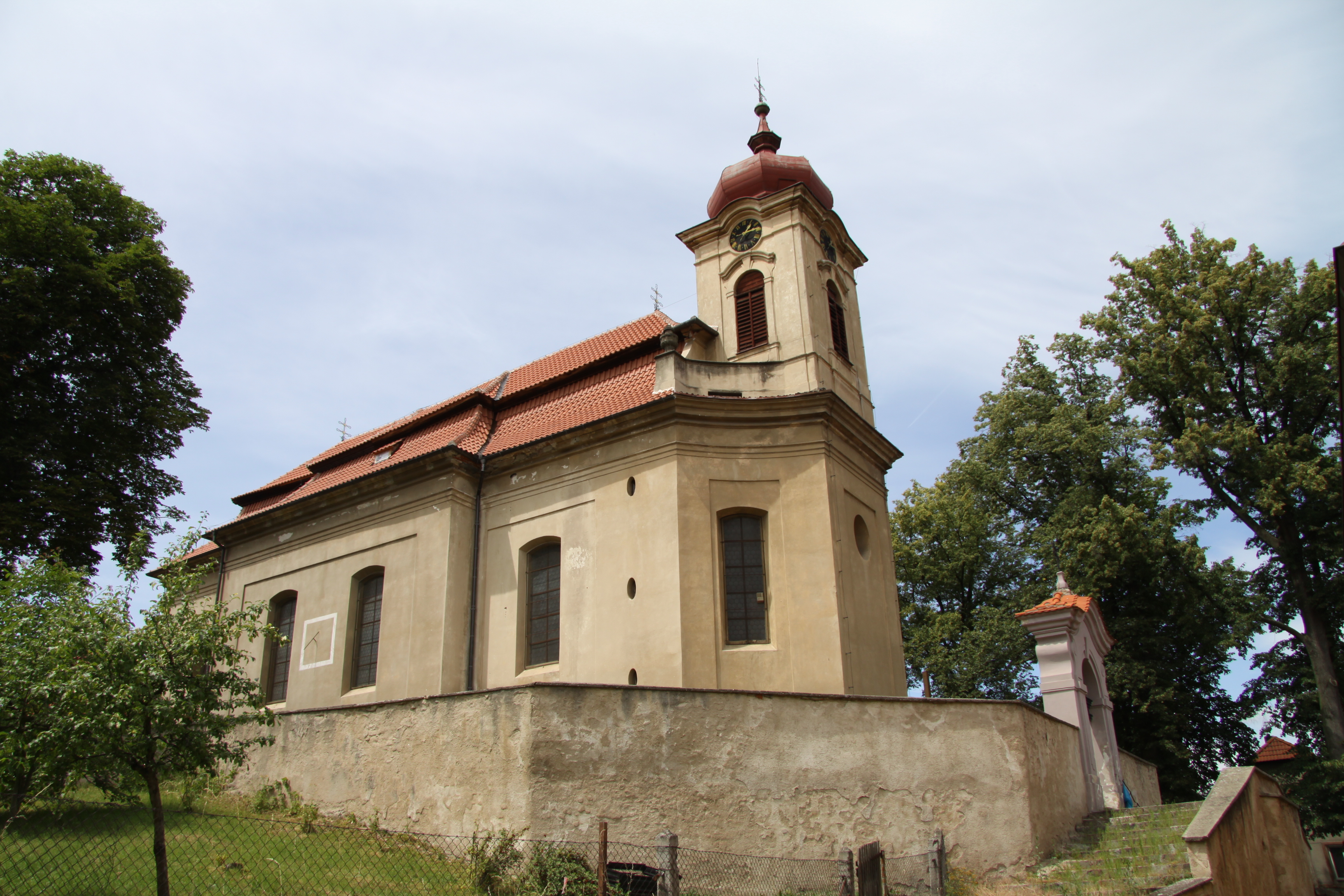
Kostel sv. Mikuláše v Jincích, místo posledního odpočinku Františka Karla Vratislava z Mitrovic

Byl dědicem rodového fideikomisu ve středních a jižních Čechách, jeho majetkem bylo panství Jince na Příbramsku, dále pak Dírná a Zálší na Táborsku, jeho majetkem byl také Vratislavský palác v Praze. Po vzdáleném příbuzném Františku Karlovi Vratislavovi (1688–1716) zdědil nejprve Dírnou a Zálší, kde v roce 1724 nechal přestavět tvrz na barokní zámek. Po otci pak v roce 1727 převzal Jince a také dědičnou funkci nejvyššího kuchmistra Českého království (tuto hodnost udělil rodu císař Karel VI. v roce 1722 krátce před svou korunovací českým králem, pravděpodobně v návaznosti na někdejší zásluhy Jana Václava Vratislava). I když František Karel díky svým diplomatickým misím strávil v letech 1724-1747 v Čechách v celkovém součtu jen několik týdnů, z Polska inicioval rozsáhlou přestavbu zámku v Jincích, která proběhla v letech 1738–1749. Výsledkem mělo být sídlo odpovídající významu předního císařského diplomata, zámek byl vybaven honosnou štukovou výzdobou a několika reprezentačními sály, součástí areálu byla zahrada s bohatou sochařskou výzdobou. Zámek v Jincích se tehdy v menším měřítku přiblížil podobě berlínského Charlottenburgu. František Karel se v Jincích trvale usadil v roce 1747 po návratu z Polska a také zde zemřel. Byl pohřben v kostele sv. Mikuláše v Jincích, který byl také přestavěn jeho zásluhou. Manželství s Marií Alžbětou Kinskou zůstalo bez potomstva, dědicem majetku se stal synovec František de Paula Adam Vratislav z Mitrovic (1732–1788), který krátce po převzetí dědictví prodal palác v Moskvě, protože vydržování rezidence daleko v zahraničí bylo pro zadluženou rodinu Vratislavů neúnosné.